# Brachystoma ambiguus
Brachystoma ambiguus är en tvåvingeart som först beskrevs av Philippi 1865.  Brachystoma ambiguus ingår i släktet Brachystoma och familjen Brachystomatidae. Inga underarter finns listade i Catalogue of Life.